# Truckin' Turtles
Truckin' Turtles is een rollenspel en uitbreiding van het Teenage Mutant Ninja Turtles & Other Strangeness spel. Het spel werd uitgebracht door Palladium Books in 1989, en gebruikte het Palladium Megaversal systeem.
Het spel is in feite een grote collectie van avonturenscenario’s die de spelers door de Verenigde Staten laten reizen, met een groot aantal thema’s. Het verklaart ook mutanten en hun plek in de samenleving buiten de regels van het originele regelboek om.